# Kardinal (grožđe)
Kardinal je sorta stolnog grožđa podrijetlom iz Kalifornije, prvi put posađena 1939. godine.  U SAD-u i europskim državama rabi se kao stolno grožđe i za proizvodnju sušenih grožđica. Na Tajlandu i u Vijetnamu od ove sorte se proizvodi vino.
List mu je srednje veličine, peterodijelan, grozd je vrlo velik, dug, prosječni grozdovi su od 200 do 600 grama, a poneki teže i preko 1 kilograma.